# Wander Postma
Wander Postma (Assen, 21 mei 1840 - Amsterdam, 26 april 1911) was een Nederlandse waterstaatsingenieur en architect.

## Leven en werk
Wander Postma was de zoon van Derk Postma en Aaltje Jans Mennink. Postma begon zijn werkzaam leven als timmerman, net als zijn vader. Na enkele jaren dat vak uitgeoefend te hebben, solliciteerde hij in 1863 naar de functie van buitengewoon opzichter bij de provincie Groningen. In die functie was hij mede-verantwoordelijk voor de verbetering van de kanalen aldaar. Met name heeft hij meegewerkt aan de bouw van de Ommelandersluis bij Veendam en de Gaarkeukensluis in het Hoendiep bij Gaarkeuken.
Al gauw echter solliciteerde hij in 1864 naar de nieuwe functie van stadsbouwmeester in Assen, een functie met een significant lager salaris. Hij heeft deze functie niet lang vervuld, in 1866 werd hij opgevolgd door Harm Cornelis Winters en werd hij benoemd als ambtenaar bij de provincie Drenthe, belast met de waterstaatsdienst. In die functie werd hij belast met het toezicht op de Drentsche Hoofdvaart van Assen tot de Venesluis, de Beilervaart en de benedenloop van de Oostermoerse vaart, alsook de provinciale weg van Assen naar De Hilte en de gebouwen van de vier stoomgemalen langs het Noord-Willemskanaal. Als provinciaal ambtenaar was hij echter ondergeschikt en toegevoegd aan een ingenieur van Rijkswaterstaat. Deze situatie veranderde toen de provincie in 1876 haar eigen waterstaatsdienst oprichtte. Postma werd de eerste en toen enige functionaris van deze dienst. Hij raakte echter al gauw overwerkt en kreeg een hulp-ingenieur toegevoegd in de persoon van J.P. Havelaar. In 1882 werd hij bevorderd tot hoofd-opzichter. 
In 1905 kreeg hij op de meest eervolle wijze ontslag en ging met pensioen. Na zijn pensionering verhuisde hij eerst naar Amsterdam en later naar 's-Hertogenbosch. Hij overleed in Amsterdam tijdens een bezoek.
Naast zijn werkzaamheden voor de waterstaat gaf hij ook les in de bouwkunde aan de Asser Industrieschool. In 1885 liet hij een huis bouwen voor hemzelf en zijn broer aan de tegenwoordige Hertenkamp in Assen, nu een gemeentelijk monument.